# 489. pehotni polk (Wehrmacht)
Za druge 489. polke glejte 489. polk.
489. pehotni polk (izvirno nemško Infanterie-Regiment 489) je bil eden izmed pehotnih polkov v sestavi redne nemške kopenske vojske med drugo svetovno vojno.

## Zgodovina
Polk je bil ustanovljen 26. avgusta 1939 kot polk 4. vala v WK X iz nadomestnih bataljonov tega Wehrkreisa; polk je bil dodeljen 269. pehotni diviziji. 
28. septembra 1940 je bil III. bataljon izvzet iz sestave in dodeljen 432. pehotnemu polku; bataljon je bil nadomeščen.
3. maja 1942 je bil II. bataljon razpuščen v bojih.
15. oktobra 1942 je bil polk preimenovan v 489. grenadirski polk.